# UTC−7

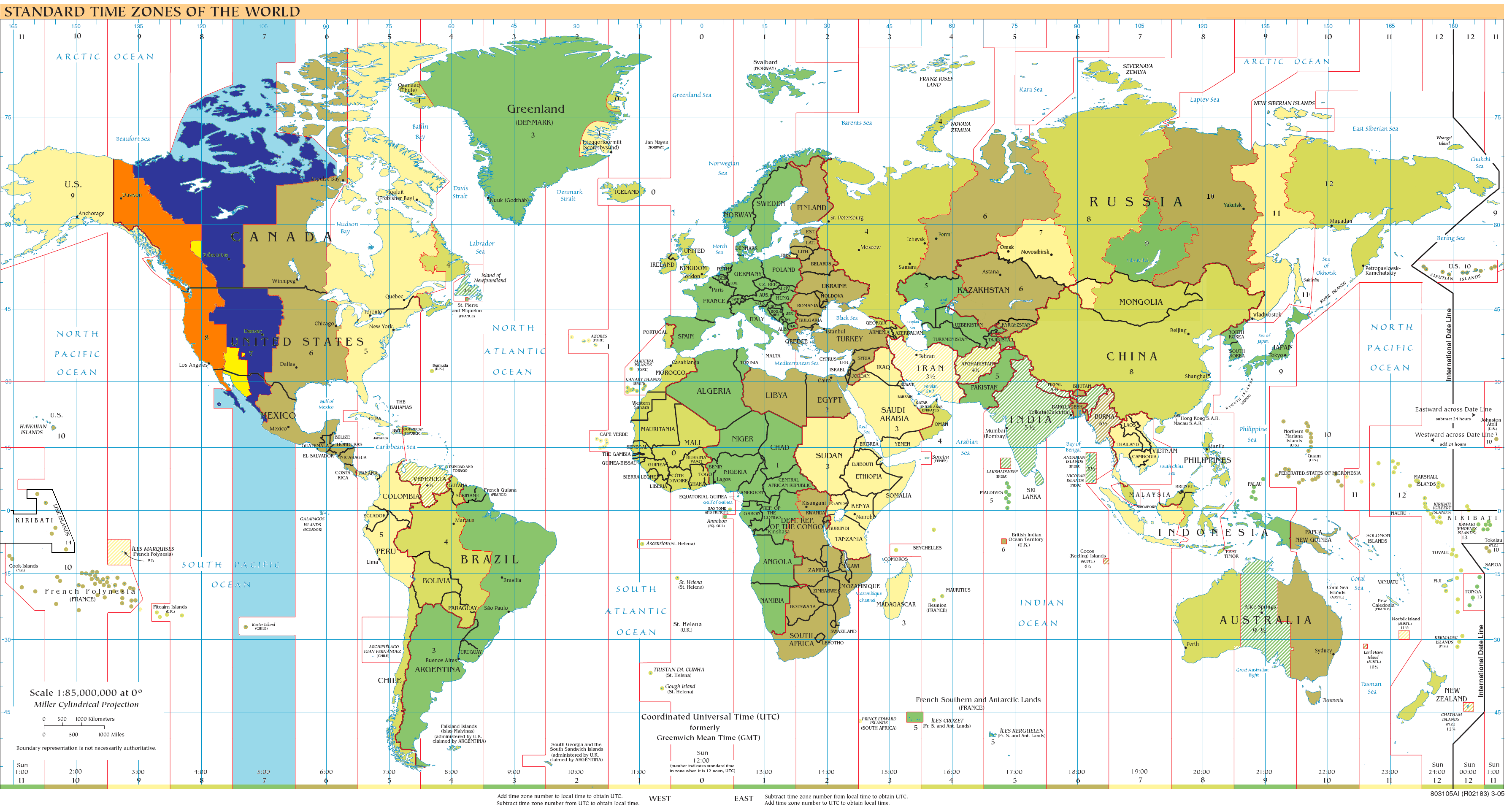
wintertijd
zomertijd
aan land, gehele jaar
op zee, gehele jaar

UTC−7 is een van de tijdzones die op het westelijk halfrond gebruikt worden. Het is de tijdzone voor:
- Canada:
  - Alberta
  - Northwest Territories
  - Nunavut
- Mexico:
  - Chihuahua
  - Sinaloa
  - Sonora
  - Nayarit (deels)
  - Baja California Sur
- Verenigde Staten:
  - Arizona
  - Colorado
  - Idaho (zuidelijk)
  - Montana
  - Nebraska (westelijk)
  - New Mexico
  - North Dakota (westelijk)
  - South Dakota (westelijk)
  - Utah
  - Wyoming

Al deze gebieden hanteren een zomertijd behalve de delen van Arizona die niet tot een indianenreservaat behoren.
In Noord-Amerika is deze tijdzone in de wintertijd bekend als Mountain Standard Time (MST), en in de zomertijd als Pacific Daylight Time (PDT).